# Saba Mahmood

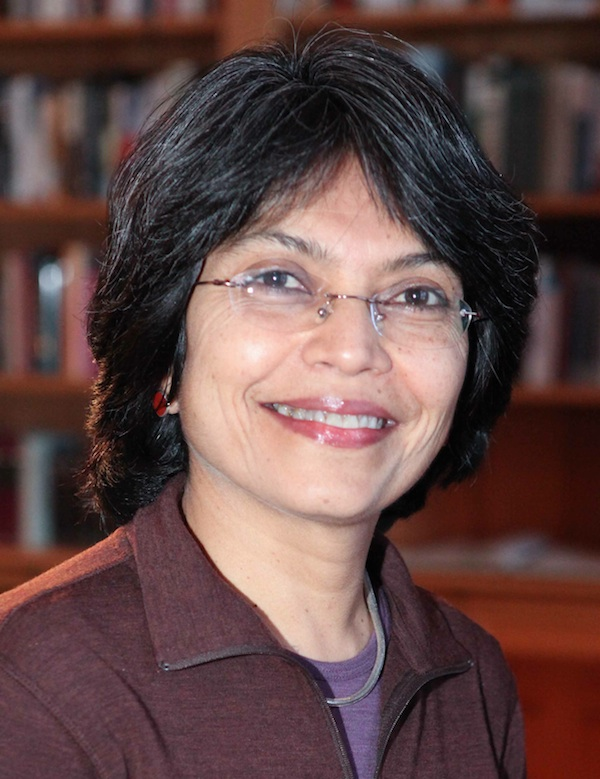
Saba Mahmood

Saba Mahmood (* 1962 in Lahore; † 10. März 2018) war Professorin für soziokulturelle Anthropologie an der University of California, Berkeley und poststrukturalistische Feministin. Sie starb am 10. März 2018 im Alter von 56 Jahren an Bauchspeicheldrüsenkrebs.

## Werk
Im Jahre 2002 schrieb Mahmood Politics of Piety: The Islamic Revival and the Feminist Subject.
Darin beschreibt sie die Geneologie des Konzepts des Habitus von Aristoteles bis in die islamische Tradition. Ihre Ethnographie theoretisierte den Aktivismus von Frauen in der zeitgenössischen islamistischen Moschee-Bewegung in Kairo. In eine säkular-liberale Sichtweise von feministischer Aktivität und Widerstand würde dieses Engagement nicht passen. Statt jedoch einen typisch „westlichen“ Dualismus von Widerstand und Herrschaft anzuwenden, schlug sie vor zu evaluieren, wie die Aktivistinnen eine ethische Frömmigkeit produzieren und damit eine Formation von „Agency“ – nach Michel Foucault eine Fähigkeit, im Rahmen subjektivierender Normen ethisch zu handeln.

## Bibliografie
- Feminism, the Taliban, and Politics of Counter-Insurgency. mit Charles Hirschkind, Anthropological Quarterly 75, Frühling 2002, ISSN 0164-2472
- Is Critique Secular? Blasphemy, Injury, and Free Speech. Mit Talal Asad, Wendy Brown und Judith Butler. Fordham University Press, 2013. (Erste Edition veröffentlicht von der University of California Press, 2009).
- The Politics of Piety: The Islamic Revival and the Feminist Subject. Princeton University Press, 2005.

## Auszeichnungen
Sie war Gewinnerin des Victoria Schuck Award 2005 der American Political Science Association, des Albert Hourani Book Award 2005 der Middle East Studies Association und des Berlin Prize 2013 der American Academy in Berlin.

## Einflüsse
- Talal Asad
- Judith Butler
- Alasdair MacIntyre
- Gabriel Brahm